# Rechabiter
Bei den Rechabitern handelte es sich um einen vermutlich ursprünglich nichtisraelitischen Stamm, der seine nomadische Lebensweise unter der sesshaften Bevölkerung im Königreich Juda noch bis in die Zeit Nebukadnezars II. beibehalten hatte. Laut Jer 35,6  war ihr Stammvater Jonadab, der Sohn des Rechab (2 Kön 10,15 ).
Da 1 Chr 2,55  mehrere kenitische Sippenverbände erwähnt, die unter den Nachkommen Kalebs im Stamm Juda lebten, aber nicht von Kaleb oder Juda abstammten, sondern „von Hammat, dem Vater des Hauses Rechab“, handelte es sich bei den Rechabitern anscheinend um Verwandte der Keniter. (Vgl.: Jabal, den Stammvater aller „die in Zelten und beim Vieh wohnen“, und sein Halbbruder Tubal-Kain, der „die Geräte aller Erz- und Eisenhandwerker schmiedete“)
In der Zeit der Kriegszüge des Nebukadnezar gegen das Königreich Juda hatten die Rechabiter in Jerusalem Zuflucht gesucht. Der Prophet Jeremia lobt in Jer 35,1–19  die Gemeinschaft der Rechabiter für ihren Gehorsam gegen die Gebote ihres Ahnherren, der ihnen den Genuss von Wein ebenso verboten hatte wie die sesshafte Lebensweise mit Acker- und Weinbau. Stattdessen sollten sie in Zelten leben, in dem Land, in dem sie sich als Fremde aufhielten (Vers 7). Hierfür erhielten sie vom Propheten die Verheißung: „So spricht der Herr der Heere, der Gott Israels: Niemals soll es Jonadab, dem Sohne Rechabs, an einem Nachkommen fehlen, der in meinem Dienst steht.“
Eusebius von Caesarea nannte die Gemeinschaft der Nasiräer ebenfalls Rechabiter.
1839 entdeckte Joseph Wolff im Jemen nahe Sanaa einen Volksstamm, der sich auf die Nachkommenschaft Jonadabs berief; Ende des 19. Jahrhunderts fand man einen Beduinenstamm am Toten Meer mit ähnlichem Anspruch.